# Napomenutí
Napomenutí nebo důtka je důrazné upozornění na nevhodné chování. Zvláště jde o nejmírnější formu sankce v českém přestupkovém právu, v soudnictví ve věcech mládeže nebo v kárných a disciplinárních řízeních.
Vzhledem k tomu, že při ukládání sankcí v přestupkovém řízení je třeba přihlédnout k závažnosti přestupku (zejména ke způsobu jeho spáchání a jeho následkům, k okolnostem, za nichž byl spáchán, k míře zavinění a k pohnutkám pachatele), vyřešení přestupku napomenutím přichází do úvahy tehdy, když by se uložení přísnějších sankcí jevilo nepřiměřeným. Při napomenutí správní orgán pouze upozorní pachatele na důsledky, jež mu hrozí, pokud by se i v budoucnu dopouštěl podobného protiprávního jednání.
Jde-li o provinění mladistvého (nebo také čin jinak trestný u dítěte mladšího 15 let) je také možné ještě jako formu výchovného opatření uložit napomenutí s výstrahou, v závažnějších případech by již následovaly ochranná či trestní opatření. Mladistvému je důrazně vytknuta protiprávnost jeho činu a upozorní se na důsledky pokračování v takové činnosti. Zároveň s tím je možné přenechat další postih zákonnému zástupci nebo škole.
Napomenutím lze řešit i méně závažná kárná či disciplinární provinění např. advokátů, notářů, soudních exekutorů nebo také studentů vysokých škol. Někdy se v takových případech rozlišuje pouze písemné a veřejné napomenutí.